# Georges Picard
Pour les articles homonymes, voir Picard (homonymie) et Georges Picard (homonymie).
Ne doit pas être confondu avec Marie-Georges Picquart.
Georges Picard, né à Paris le 18 novembre 1945, est un écrivain français contemporain.

## Biographie
Fils d'ouvrier, il est recueilli par l'organisation de secours aux enfants de déportés et orphelins juifs (OSE) qui s'occupe aussi des familles juives démunies. Son père, un ouvrier, lui donne le goût des classiques : Montaigne, Rousseau, Nerval, Balzac et Dostoïevski. Il suit des études de philosophie. Ayant adhéré aux Jeunesses communistes dans les années 1960, il rejoint les groupes maoïstes en mai 1968. Peu après, pour rejoindre le « peuple en lutte », il s'embauche dans une usine de sardines à Lorient, en Bretagne. Viennent alors plusieurs petits boulots dans le milieu de l’édition.
Devenu athée en politique, il entre comme journaliste au magazine 60 Millions de consommateurs, et se consacre à l'écriture de plusieurs romans et essais. Décidant de sacrifier sa vie sociale pour s'engager en littérature, il est décrit par Paul-François Paoli dans le Figaro comme l'anachorète du XVe arrondissement.

## Œuvre
- Brèves Nouvelles du monde, Calligrammes, 1986.
- Variations sur le réel, Calligrammes,1988 ; réédité par Corti, 2009.
- Histoire de l’illusion, Corti, 1993 (essai).
- De la connerie, Corti, 1994 (essai).
- Du malheur de trop penser à soi, Corti, 1995 (essai).
- Le Génie à l'usage de ceux qui n’en ont pas, Corti, 1996 (essai).
- Tout m'énerve, Corti, 1997 (essai)
- Pour les yeux de Julie, Corti, 1998 (roman).
- Petit Traité à l’usage de ceux qui veulent toujours avoir raison, Corti, 1999 (essai).
- Le Vagabond approximatif, Corti, 2001 (essai).
- Crème de crimes, Corti, 2002 (roman).
- Tous fous, Corti, 2003 (essai).
- Le Bar de l'insomnie, Corti, 2004 (roman).
- Du bon usage de l'ivresse, Corti, 2005 (essai).
- Tout le monde devrait écrire, Corti, 2006 (essai).
- Mais dans quel monde vivez-vous, Corti, 2007 (essai).
- Le Philosophe facétieux, Corti, 2008 (roman).
- Journal ironique d'une rivalité amoureuse, Corti, 2009 (roman).
- L'Humoriste, Corti, 2010 (essai).
- L'Hurluberlu ou la philosophie sur un toit, Corti, 2012 (roman).
- Penser comme on veut, Corti, 2014 (essai).
- Merci aux ambitieux de s'occuper du monde à ma place, Corti, 2015 (essai).
- Le Sage des bois, Corti, 2016 (roman).
- Cher lecteur, Corti, 2017 (essai).
- Le Nomade entravé, Corti, 2018 (roman).
- Petits essais de pensée dissonante, Corti, 2019.
- Monsieur Incapable, Corti, 2020.
- L'Adulte est cousu d'enfant. Éloge de la puérilité, Corti, 2021 (roman).
- La Petite Nina, Corti, 2022 (roman).
- Les Gens de derrière le rideau, Corti, 2024 (roman), 160 p.  (ISBN 978-2-7143-1311-9).